# 원숭이골

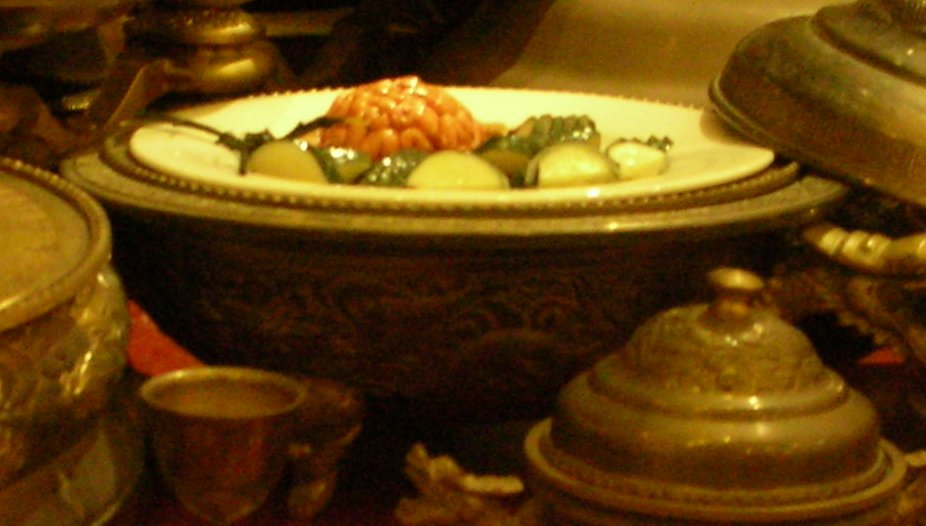

원숭이골은 중국 청나라 시대의 궁중요리책인 만한전석(滿漢全席)에 언급되는 요리이다. 지금도 중국 남부와 동남아, 중동 및 아프리카 지역에서 원숭이골이 식용으로 사용되기도 한다.